# Stanislav Svoboda
Stanislav Svoboda (nascido em 9 de outubro de 1930) é um ex-ciclista olímpico tchecoslovaco. Representou sua nação em dois eventos nos Jogos Olímpicos de Verão de 1952.